# گالگادیورک
گالگادیورک (به مجاری:  Galgagyörk) یک شهرداری در مجارستان است که در ناحیه آسود واقع شده‌است. گالگادیورک ۱۴٫۷۱ کیلومتر مربع مساحت و ۱٬۰۹۵ نفر جمعیت دارد.